# Langues au Concours Eurovision de la chanson

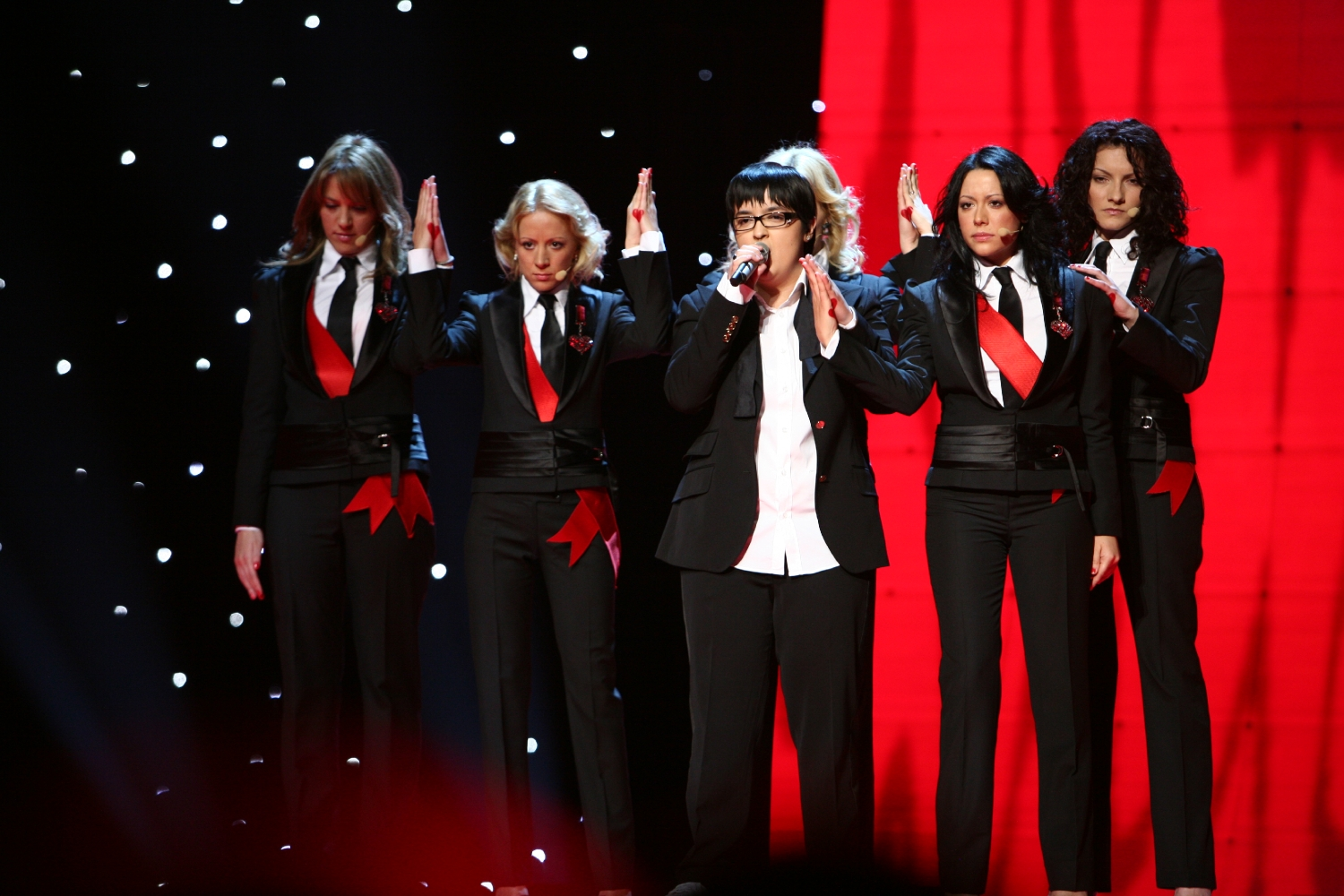
Les Concours Eurovision de la chanson.

Le Concours Eurovision de la chanson est un événement annuel organisé par l’UER, l’Union européenne de radio-télévision. Il réunit les membres de l’Union dans le cadre d’une compétition musicale, diffusée en direct et en simultané par tous les diffuseurs participants. Les règles relatives aux langues dans lesquelles les chansons en compétition doivent être interprétées, ont évolué au fil des éditions et des développements musicaux.

## Historique
Le tout premier règlement du concours ne comportait aucune disposition sur l'emploi des langues. Il était alors admis implicitement que chaque pays recourrait à une de ses langues nationales. Ce fut le cas en 1956, lors de la première édition du concours. Fortuitement, la moitié des chansons (sept sur quatorze) furent interprétées en français.
En 1965, pour la toute première fois, un participant interpréta sa chanson dans une langue autre qu'une des langues nationales de son pays. Il s'agit du représentant suédois, Ingvar Wixell, qui chanta en anglais. Cette démarche, toujours non prévue par le règlement, suscita une très vive controverse[réf. non conforme]. Par conséquent, l'UER introduisit de nouvelles règles, à valoir dès 1966. Les participants eurent dès lors l'obligation de chanter dans l'une des langues nationales de leur pays.
En 1973, l'UER décida de mettre fin à cette obligation. Désormais, les artistes purent interpréter leur chanson dans la langue de leur choix. Cette année-là, seules la Finlande, la Norvège et la Suède profitèrent du changement de règlement et chantèrent en anglais.
En 1974, pour la toute première fois, un pays remporta le concours dans une langue autre qu'une de ses langues nationales. Il s'agit de la Suède, avec la chanson Waterloo, interprétée par le groupe ABBA. Deux ans plus tard, en 1976, un tiers des participants chantèrent en anglais, désirant par là accroître leur chance de remporter le concours.
Par conséquent, en 1977, l'UER décida de réinstaurer la règle obligeant les pays participants à chanter dans une de leurs langues nationales. L'Allemagne et la Belgique reçurent une dispense spéciale pour cette édition. Ces deux pays avaient en effet déjà sélectionné leur chanson, avant la ré-instauration officielle de la règle.
En 1997, le chef de la télévision publique allemande, Jürgen Meier-Beer, frustré de ses mauvais résultats et persuadé que cette règle pénalisait l'Allemagne, demanda sa suppression. Pour appuyer son exigence, il menaça l'UER d'un retrait définitif de son pays. Malgré une forte opposition de certains télédiffuseurs et des fans, Jürgen Meier-Beer obtint deux ans après la suppression de la règle.
En 1999, l'obligation de chanter dans l'une de ses langues nationales fut définitivement abolie. Les artistes furent à nouveau libres d'interpréter leur chanson dans la langue de leur choix.
En 2002, dans une interview, Jürgen Meier-Beer expliqua : « Il était devenu évident que pour une réussite commerciale du concours en Allemagne, les règles devaient changer : la règle de la langue devait disparaître ; les jurés devaient partir. Et finalement, l'orchestre devait s'en aller, puisque la plupart des musiques pops d'aujourd'hui peuvent difficilement être reproduites à l'aide d'un orchestre (…). J'ai découvert plus tard que les personnes bloquant ces changements étaient principalement des hommes âgés appartenant à des petits pays européens qui voulaient utiliser le Concours Eurovision de la chanson pour améliorer la culture européenne (…). La seule option était l'exercice de la contrainte – je fis de la réforme des règles, une condition de la participation de l'Allemagne au Concours Eurovision de la chanson. »

## Règles actuelles
Le règlement actuel du concours dispose que les diffuseurs participants sont entièrement libres de choisir la langue dans laquelle les artistes les représentant, chanteront au concours.
La seule restriction prévue porte sur le contenu des textes. Les paroles des chansons ne peuvent porter atteinte, ni au concours, ni à l’UER. Il est interdit d’inclure tout mot de nature politique ou assimilable. Il est interdit d’inclure toute insulte ou tout langage inacceptable. Il est enfin interdit d’inclure tout message publicitaire d’aucune sorte. Tout manquement à ces règles peut entraîner une disqualification.
En 2018, plus de huit nations disposaient d'une règle linguistique lors de leurs finales nationales on relève l'Albanie par le Festivali I Këngës, l'Espagne par Operación Triunfo, la France par Destination Eurovision, l'Islande avec le Söngvakeppnin, l'Italie avec le Festival de Sanremo, le Monténégro par Montevizija 2018, la Serbie avec le Beovizija et  la Slovénie par l'EMA 2018. Dans le cadre des règles mises en place deux de ces pays concurrents, en l’occurrence la Slovénie et l'Islande n'autorisent seulement l'usage d'une langue nationale durant les demi-finales mais autorisent ensuite durant la grande finale nationale aux candidats de chanter dans la langue de leurs choix.

### Vainqueur par langue autochtone par année
Le tableau retrace l'intégralité des victoires réalisées  à l'Eurovision à l'exception des années où la règle des langues nationales était imposée, il est important de noter que les victoires de l'Ukraine en 2004 et 2016 furent obtenues avec des chansons bilingues en anglais.
| Année                                   | Pays vainqueur | Langue(s)   | Chanson                       | Traduction française                   | Interprète(s)           | Auteur(s)                                                       | Compositeur(s)                                                  | Points | Marge de points |
| --------------------------------------- | -------------- | ----------- | ----------------------------- | -------------------------------------- | ----------------------- | --------------------------------------------------------------- | --------------------------------------------------------------- | ------ | --------------- |
| 1956                                    | Suisse         | Français    | Refrain                       | -                                      | Lys Assia               | Émile Gardaz                                                    | Géo Voumard                                                     | -      | -               |
| 1957                                    | Pays-Bas       | Néerlandais | Net als toen                  | Tout comme alors                       | Corry Brokken           | Willy van Hemert                                                | Guus Jansen                                                     | 31     | 14              |
| 1958                                    | France         | Français    | Dors, mon amour               | -                                      | André Claveau           | Pierre Delanoë                                                  | Hubert Giraud                                                   | 27     | 03              |
| 1959                                    | Pays-Bas       | Néerlandais | Een beetje                    | Un petit peu                           | Teddy Scholten          | Willy van Hemert                                                | Dick Schallies                                                  | 21     | 05              |
| 1960                                    | France         | Français    | Tom Pillibi                   | -                                      | Jacqueline Boyer        | Pierre Cour                                                     | André Popp                                                      | 32     | 07              |
| 1961                                    | Luxembourg     | Français    | Nous les amoureux             | -                                      | Jean-Claude Pascal      | Maurice Vidalin                                                 | Jacques Datin                                                   | 31     | 06              |
| 1962                                    | France         | Français    | Un premier amour              | -                                      | Isabelle Aubret         | Roland Valande                                                  | Claude-Henri Vic                                                | 26     | 13              |
| 1963                                    | Danemark       | Danois      | Dansevise                     | Ballade dansante                       | Grethe & Jørgen Ingmann | Sejr Volmer Sørensen                                            | Otto Francker                                                   | 42     | 02              |
| 1964                                    | Italie         | Italien     | Non ho l'età                  | Je n'ai pas encore l'âge               | Gigliola Cinquetti      | Mario Panzeri                                                   | Nicola Salerno                                                  | 49     | 32              |
| 1965                                    | Luxembourg     | Français    | Poupée de cire, poupée de son | -                                      | France Gall             | Serge Gainsbourg                                                | Serge Gainsbourg                                                | 32     | 06              |
| Règles linguistiques entre 1966 et 1972 |                |             |                               |                                        |                         |                                                                 |                                                                 |        |                 |
| 1973                                    | Luxembourg     | Français    | Tu te reconnaîtras            | -                                      | Anne-Marie David        | Vline Buggy                                                     | Claude Morgan                                                   | 129    | 04              |
| 1976                                    | Royaume-Uni    | Anglais     | Save Your Kisses for Me       | Garde tes baisers pour moi             | Brotherhood of Man      | Tony Hiller, Lee Sheriden, Martin Lee                           | Tony Hiller, Lee Sheriden, Martin Lee                           | 164    | 17              |
| Règles linguistiques entre 1977 et 1998 |                |             |                               |                                        |                         |                                                                 |                                                                 |        |                 |
| 2007                                    | Serbie         | Serbe       | Molitva (Молитва)             | Prière                                 | Marija Šerifović        | Saša Milošević Mare                                             | Vladimir Graić                                                  | 268    | 33              |
| 2017                                    | Portugal       | Portugais   | Amar pelos dois               | Aimer pour deux                        | Salvador Sobral         | Luísa Sobral                                                    | Luísa Sobral                                                    | 758    | 143             |
| 2021                                    | Italie         | Italien     | Zitti e buoni                 | Taisez-vous et tenez-vous correctement | Måneskin                | Damiano David, Ethan Torchio, Thomas Raggi, Victoria De Angelis | Damiano David, Ethan Torchio, Thomas Raggi, Victoria De Angelis | 524    | 25              |
| 2022                                    | Ukraine        | Ukrainien   | Stefania (Стефанія)           | -                                      | Kalush Orchestra        | Oleh Psiouk, Ihor Didentchouk, Kylymmen                         | Oleh Psiouk, Ihor Didentchouk, Kylymmen                         | 631    | 165             |

## Faits notables
Seules deux éditions du concours ne virent participer aucune chanson en anglais : 1956 et 1958.
En 1958, Lys Assia, la première gagnante de l'histoire du concours, devint la toute première participante à interpréter une chanson recourant à deux langues : l'allemand et l'italien.
En 1962, pour la première fois, les chansons ayant terminé aux trois premières places étaient des chansons en français. Cela ne se produisit qu’à deux reprises dans l'histoire du concours, la seconde fois en 1986.
En 1973, la chanson norvégienne It's Just a Game, interprétée par les Bendik Singers, recourut à douze langues : l'allemand, l'anglais, l'espagnol, le finnois, le français, l'hébreu, l'irlandais, l'italien, le néerlandais, le norvégien, le serbo-croate et le suédois. Ce record demeure toujours inégalé.
En 1978, la chanson gagnante, A-Ba-Ni-Bi, interprétée par Izhar Cohen et The Alphabeta pour Israël, était partiellement rédigée dans un langage imaginaire, appelé Code B. Celui-ci avait été inventé par des enfants israéliens pour communiquer entre eux, sans être compris de leurs parents. Son principe fondamental consiste à ajouter systématiquement un « B » après chaque syllabe, en répétant la voyelle de la syllabe.
Toujours en 1978, le représentant suédois, Björn Skifs, se montra particulièrement mécontent du changement de règlement opéré en 1977 et de l’obligation désormais faite de chanter dans sa langue nationale. Il décida de passer outre et d’interpréter sa chanson en anglais. Il changea cependant d’avis au dernier moment et, par conséquent, oublia les paroles des premières strophes. Il marmonna un instant avant de se reprendre. Il termina malgré tout quatorzième.
Le groupe suisse Peter, Sue et Marc, seul groupe de l'histoire du concours à avoir participé à quatre reprises, demeure les seuls participants à avoir interprété leurs quatre chansons dans quatre langues différentes : le français en 1971, l'anglais en 1976, l'allemand en 1979 et l'italien en 1981.
En 1982, lassée de ses mauvais résultats, la télévision publique norvégienne engagea un professeur d'anglais, René Herail, et lui demanda d'analyser les raisons de ces échecs à répétition. Il parvint à la conclusion que les intonations particulières de la langue norvégienne rebutaient les auditeurs étrangers. Sur la base de ce rapport, Jahn Teigen et Herodes Falsk écrivirent une chanson conceptuelle, au titre français et ne comportant que des sons doux. Jahn Teigen l'interpréta en duo avec son épouse de l'époque, Anita Skorgan. Ils remportèrent la finale nationale norvégienne et terminèrent à la douzième place du concours, le meilleur résultat obtenu par la Norvège depuis 1973.
En 1994, un incident se produisit lors de la dernière répétition générale : la représentante polonaise, Edyta Gorniak, interpréta sa chanson en anglais. Or cette répétition était celle montrée aux jurys nationaux, celle qui leur permettait d’établir leurs notations. Six pays introduisirent une plainte officielle auprès de l’UER et demandèrent la disqualification immédiate de la Pologne. Cependant, pour que pareille demande aboutisse, il fallait qu’elle soit signée par treize pays. La plainte fut donc classée sans suite par l’UER.
En 2001, ce fut la toute première fois que la chanson représentant la France fut interprétée dans une langue étrangère. En effet, Natasha Saint-Pier décida de passer à l’anglais pour la seconde partie de son interprétation.
En 2003, la chanson belge, Sanomi, interprétée par le groupe Urban Trad, fut la première chanson de l’histoire du concours à être écrite dans un langage imaginaire. Deux autres chansons suivirent cet exemple : Amambanda, interprétée par le groupe Treble pour les Pays-Bas en 2006, et O Julissi, interprétée par le groupe Ishtar pour la Belgique en 2008.
En 2008, ce fut la toute première fois qu’une finale ne vit concourir aucune chanson en français. Même la chanson représentant la France était rédigée quasi intégralement en anglais. Cela avait suscité une telle controverse lors de sa sélection, que son auteur et interprète, Sébastien Tellier, avait dû ajouter deux phrases supplémentaires en français.
En 2022, pour la première fois de l'histoire du concours, aucune chanson en français n'est interprétée.

## Présence des principales langues au Concours Eurovision

### L'anglais
Pendant les périodes où le règlement imposait aux pays participants de chanter dans une de leurs langues officielles, seuls le Royaume-Uni et l'Irlande utilisaient l'anglais ainsi que Malte irrégulièrement. En revanche, lorsque le règlement permettait le libre choix de la langue, l'anglais se retrouvait utilisé par la majorité des participants.
Ainsi, depuis 1999, à chaque édition du concours, plus de la moitié des chansons en compétition sont entièrement en anglais. Tous les pays participants depuis cette année-là ont concouru au moins une fois avec une chanson entièrement en anglais à l'exception de la France, de l'Italie, du Maroc, d'Andorre et de Monaco. Cependant, tous à l'exception du Maroc ont déjà présenté au moins une fois une chanson contenant au moins quelques mots d'anglais (Monaco uniquement en 1970).
Outre les pays de langue anglaise (le Royaume-Uni, l'Irlande, Malte et l'Australie), l'Azerbaïdjan est le seul pays à avoir intégralement et systématiquement chanté en anglais jusqu'en 2021 ou la langue azérie est finalement entendue pour la première fois dans le refrain de la chanson participante de cette année. La Suède reste ainsi jusqu'en 2025 le dernier et unique pays participant à ne plus avoir jamais envoyé une chanson dans sa langue après 1998. Finalement, c'est KAJ qui devient le premier groupe à le faire, avec la chanson Bara bada bastu.
Voici un tableau récapitulatif de l'usage de l'anglais (en dehors de la période des règles linguistiques) dans les chansons présentées au concours de l'Eurovision depuis 1965 qui est la première année ou un pays a renoncé à sa langue nationale au profit de l'anglais, demi-finales et finale comprises.[réf. nécessaire]
| Année | Nombre de pays participants | Chansons entièrement en anglais | Chansons partiellement en anglais | Total des chansons utilisant l'anglais | Nombre de chansons entièrement en anglais | Nombre de chansons partiellement en anglais | Nombre de pays ne chantant pas en anglais |
| ----- | --------------------------- | ------------------------------- | --------------------------------- | -------------------------------------- | ----------------------------------------- | ------------------------------------------- | ----------------------------------------- |
| 1965  | 18                          | 16,7 %                          | 0                                 | 16,7 %                                 | 3                                         | 0                                           | 15                                        |
| 1973  | 17                          | 23,5 %                          | 11,8 %                            | 35,3 %                                 | 4                                         | 2                                           | 11                                        |
| 1974  | 17                          | 35,3 %                          | 5,9 %                             | 41,2 %                                 | 6                                         | 1                                           | 8                                         |
| 1975  | 19                          | 36,8 %                          | 10,5 %                            | 47,3 %                                 | 7                                         | 2                                           | 10                                        |
| 1976  | 18                          | 38,9 %                          | 11,1 %                            | 50 %                                   | 7                                         | 2                                           | 9                                         |
| 1999  | 23                          | 52,2 %                          | 8,6 %                             | 60,8 %                                 | 12                                        | 2                                           | 9                                         |
| 2000  | 24                          | 54,2 %                          | 16,7 %                            | 70,9 %                                 | 13                                        | 4                                           | 7                                         |
| 2001  | 23                          | 60,9 %                          | 26,1 %                            | 87 %                                   | 14                                        | 6                                           | 3                                         |
| 2002  | 24                          | 66,7 %                          | 12,5 %                            | 79,2 %                                 | 16                                        | 4                                           | 4                                         |
| 2003  | 26                          | 61,5 %                          | 19,2 %                            | 80,7 %                                 | 16                                        | 5                                           | 5                                         |
| 2004  | 36                          | 63,9 %                          | 11,1 %                            | 75 %                                   | 23                                        | 4                                           | 9                                         |
| 2005  | 39                          | 59 %                            | 15,4 %                            | 74,4 %                                 | 23                                        | 5                                           | 11                                        |
| 2006  | 37                          | 56,7 %                          | 21,7 %                            | 78,4 %                                 | 19                                        | 7                                           | 11                                        |
| 2007  | 42                          | 52,4 %                          | 26,2 %                            | 78,6 %                                 | 21                                        | 12                                          | 9                                         |
| 2008  | 43                          | 53,5 %                          | 11,6 %                            | 65,1 %                                 | 19                                        | 6                                           | 18                                        |
| 2009  | 42                          | 54,8 %                          | 21,4 %                            | 76,2 %                                 | 24                                        | 9                                           | 9                                         |
| 2010  | 39                          | 59 %                            | 10,2 %                            | 69,2 %                                 | 23                                        | 3                                           | 13                                        |
| 2011  | 43                          | 60,5 %                          | 23,2 %                            | 83,7 %                                 | 27                                        | 9                                           | 7                                         |
| 2012  | 42                          | 54,8 %                          | 19,1 %                            | 73,9 %                                 | 22                                        | 6                                           | 14                                        |
| 2013  | 39                          | 56,4 %                          | 0                                 | 59 %                                   | 22                                        | 0                                           | 17                                        |
| 2014  | 37                          | 75,7 %                          | 13,6 %                            | 89,3 %                                 | 29                                        | 4                                           | 4                                         |
| 2015  | 40                          | 82,5 %                          | 2,5 %                             | 85 %                                   | 33                                        | 1                                           | 6                                         |
| 2016  | 42                          | 81 %                            | 11,9 %                            | 92,9 %                                 | 34                                        | 5                                           | 3                                         |
| 2017  | 42                          | 83,3 %                          | 7,1 %                             | 90,5 %                                 | 35                                        | 3                                           | 4                                         |
| 2018  | 43                          | 65,1 %                          | 4,7 %                             | 69,8 %                                 | 28                                        | 2                                           | 13                                        |
| 2019  | 41                          | 63,4 %                          | 17,1 %                            | 80,5 %                                 | 26                                        | 7                                           | 8                                         |
| 2021  | 39                          | 59 %                            | 20,5 %                            | 79,5 %                                 | 23                                        | 8                                           | 8                                         |
| 2022  | 40                          | 60 %                            | 20 %                              | 80 %                                   | 24                                        | 8                                           | 8                                         |
| 2023  | 37                          | 54,1 %                          | 21,6 %                            | 75,7 %                                 | 20                                        | 8                                           | 9                                         |
| 2024  | 37                          | 51,4 %                          | 16,2 %                            | 67,6 %                                 | 19                                        | 6                                           | 12                                        |
| 2025  | 37                          | 37,8 %                          | 18,9 %                            | 56,8 %                                 | 14                                        | 7                                           | 16                                        |

Au regard du haut taux d'anglophonie du public suivant l'Eurovision, il n'est pas étonnant que depuis 1999, un nombre important de chansons gagnantes aient été au moins partiellement en anglais, à l'exception de la Serbie qui remporta le concours en 2007, du Portugal en 2017, puis de l'Italie en 2021 et de l'Ukraine en 2022. Ainsi, depuis 1999, 14 pays ont gagné le concours avec une chanson au moins partiellement en anglais : la Suède (1999, 2012, 2015, 2023), le Danemark (2000, 2013), l'Estonie (2001), la Lettonie (2002), la Turquie (2003), l'Ukraine (2004, 2016), la Grèce (2005), la Finlande (2006), la Russie (2008), la Norvège (2009), l'Allemagne (2010), l'Azerbaïdjan (2011), l'Autriche (2014), Israël (2018) et les Pays-Bas (2019).
Avec 37,8 % de chansons entièrement anglophones, l'édition du concours 2025 marque une baisse importante des interprétations dans la langue de Shakespeare, - ce chiffre n'ayant pas été atteint depuis l'édition de 1975. Seules six des vingt-six chansons qualifiées pour la finale sont interprétées entièrement en anglais lors de cette édition.

### Le français
Lors des périodes où les participants avaient l'obligation de chanter dans une des langues de leur pays, le français était une langue très présente au concours de l'Eurovision. En effet, ce concours se faisait essentiellement avec des participants d'Europe occidentale où le français est traditionnellement plus présent qu'en Europe centrale et orientale. Cinq pays chantaient donc très régulièrement en français : la France, la Suisse, la Belgique, le Luxembourg et Monaco. Tous ont d'ailleurs remporté au moins une fois le concours grâce à une chanson en français. On notera par ailleurs que la forte présence du français fit que pendant les trente premières années du concours, une chanson francophone gagnait en moyenne une année sur deux. Depuis la fin des années 1980, à la suite de l'élargissement du concours aux pays d'Europe centrale et orientale et à la suite de l'abandon de tout règlement linguistique à partir de 1999, le français est en forte régression. Depuis 1988 et la victoire de Céline Dion, aucune chanson en français n'a remporté le concours.
Cependant, depuis 1999, le français est quand même régulièrement présent. Six pays ont concouru au moins une fois avec une chanson intégralement en français : la France (1999, 2000, 2002, 2003, 2005, 2006, 2009, 2010, 2013, 2014, 2015, 2018, 2021, 2023, 2024, 2025), la Belgique (2000, 2005), la Suisse (2004, 2010, 2020, 2021, 2025), Monaco (2004, 2005), Chypre (2007) et l'Autriche (2016). De plus, un certain nombre de pays ont présenté des chansons bilingues impliquant le français (et l'anglais sauf indication contraire) : la Bosnie (1999 français-bosniaque), la France (2001, 2004 français-espagnol, 2007, 2012, 2016, 2017, 2019), le Luxembourg (2024), Monaco (2006 français-tahitien), les Pays-Bas (2025), Israël (2025) et la Suède (2009). Enfin, dans un cadre bilingue ou multilingue, d'autres pays ont présenté des chansons contenant au moins deux ou trois phrases en français : la France (2008), la Lituanie (2006, 2011), le Portugal, la Roumanie ainsi qu'Israël (2007), l'Islande (2010) et le Danemark (2019).
L’édition 2022 est la seule édition du concours qui ne voit participer aucune chanson en français. Cela est dû au fait que la France y participe avec le groupe Alvan & Ahez et la chanson Fulenn, écrite entièrement en breton. De plus, la Suisse ne réitère pas l'envoi d'une chanson en français comme en 2021 avec Gjon's Tears et la chanson Tout l'Univers.
Toutefois, l'édition 2025 du concours voit une augmentation importante du nombre de chansons interprétées entièrement ou partiellement en français : 5 pays (Pays-Bas, le Luxembourg, la Suisse, la France et Israël) choisissent la langue de Molière. L'Australie intègre également une phrase en langue française.

### L'italien
L'italien est une langue régulièrement présente au concours de l'Eurovision, la Suisse et l'Italie l'utilisant volontiers et ce dès la première édition du concours en 1956. Son succès est cependant limité car seules trois chansons italiennes, toutes trois présentées par l'Italie ont gagné le concours en 1964, 1990 et 2021. Depuis 1999, d'autres pays se sont ouverts à la langue italienne, même dans la période où l'Italie s'était retirée du concours (1997-2011). Ce sont donc désormais cinq pays qui ont concouru au moins une fois avec une chanson entièrement en italien : la Suisse (2000, 2008), la Lettonie (2007), Saint-Marin (2008, 2013 et 2022), l'Estonie (2018) et bien sûr l'Italie (2013, 2014, 2015, 2017, 2018 et 2019). Quatre pays ont en outre intégré l'italien dans une chanson bilingue (avec l'anglais sauf indication contraire) : Chypre (2000 grec-italien), la Roumanie (2006, 2008), le Monténégro (2022), la Croatie (2017) et l'Italie (2011, 2012, 2016). Enfin, la Roumanie utilisa aussi l'italien en 2007 dans une chanson multilingue.

### L'espagnol
Au concours Eurovision, l'espagnol est très lié à l'Espagne, seul pays participant dans lequel cette langue est officielle. L'Espagne participant sans interruption depuis 1961, sa langue est présente au concours chaque année depuis cette date, à l'exception de 2016 où l'Espagne décida de concourir avec une chanson entièrement en anglais. C'est donc logiquement à l'Espagne que l'on doit les deux chansons en espagnol ayant gagné le concours en 1968 et en 1969.
Même depuis 1999, l'Espagne est le seul pays à avoir présenté des chansons entièrement en espagnol. En revanche, l'espagnol a plus de succès dans les chansons bilingues. Outre l'Espagne (2008, 2009 et 2014), Chypre (2021), la France (en 2004 et 2014), la Pologne (2004), l'Autriche (2005) et la Roumanie (2012, 2022) ont combiné l'espagnol avec une autre langue, l'anglais dans tous les cas à l'exception de la France qui a préféré le français. Enfin, l'espagnol est apparu aussi dans deux chansons multilingues, celles du Portugal et de la Roumanie, toutes les deux en 2007.

### Le russe
Le russe n'apparait que tardivement à l'Eurovision, en 1994 avec la première participation de la Russie. Depuis, cette langue s'est imposée comme une langue régulière sur la scène du concours, bien que la Russie ne l'utilise que très rarement. En effet, depuis l'abandon de l'obligation de chanter dans une des langues officielles, la Russie n'a chanté qu'une seule fois entièrement en russe, en 2003 et à trois reprises dans une chanson bilingue russe-ukrainien en 2009 et en russe-anglais en 2011 et 2021. Cependant, d'autres pays utilisent le russe occasionnellement: la Lettonie dans une chanson entièrement russe en 2009, l'Ukraine et la Lituanie en combinaison avec l'anglais respectivement 2007 et en 2009, la Pologne en combinaison avec le Polonais en 2005, dans des chansons multilingues en 2003 et 2006 de même que la Roumanie en 2007.

### L'allemand
Avant l'abolition de la règle linguistique, l'allemand était la deuxième langue la plus présente (après le français) chaque année en comptant les participations de l'Allemagne, de l'Autriche mais aussi de la Suisse qui a envoyé plus de douze contributions en allemand (1956, 1958, 1959, 1969, 1974, 1975, 1977, 1979, 1984, 1985, 1990 et 1998). Cependant, son usage après 1999 s'est littéralement éteint, la Suisse n'a jamais plus envoyé de contributions en allemand, l'Autriche n'a quant à elle envoyé qu'une seule contribution dans sa propre langue (en 2004), bien qu'en 2003 et 2012 elle a chanté dans des dialectes régionaux.
L'Allemagne a de son côté envoyé l'intégralité de ses chansons en anglais bien qu'il s'agissait de contributions bilingues mêlant l'anglais et allemand en 2000, 2001, 2007 et 2021 ainsi qu'en 1999 dans une chanson multilingue mêlant l'anglais, l'allemand, l'hébreu et le turque.
Certains pays ont également fait usage de l'allemand dans des contributions multilingues, ce qui a été le cas de la Pologne (2003 et 2006), l'Estonie (2008) et du Danemark (2019). Bien qu'il s'agisse également d'une des langues nationales de la Belgique et du Luxembourg, ces deux pays n'en ont jamais fait usage dans leurs propres contributions.

## Présence des dialectes et des langues minoritaires ou régionales
Quelle qu'ait été la règle en vigueur sur l'usage des langues, la scène de l'Eurovision a souvent accueilli des interprètes chantant dans un dialecte ou dans une langue régionale ou minoritaire. On appelle dialecte une variété non-standardisée d'une langue standardisée jouissant d'un statut officiel (qu'il soit national ou régional), cette variété étant liée à un espace géographiquement restreint ainsi qu'à un usage réduit le plus souvent aux situations informelles. Une langue régionale est une langue standardisée ayant un statut officiel limité à une région d'un État ayant une autre langue nationale. De même, une langue minoritaire est la langue d'une communauté minoritaire dans un État dont la majorité de la population utilise une autre langue. Une langue minoritaire dans un pays donné peut être majoritaire dans un autre pays (hongrois en Roumanie / hongrois en Hongrie, croate en Autriche / croate en Croatie), tandis qu'une langue régionale est circonscrite à une région d'un seul pays (Breton, Sarde etc.).
À noter que la situation linguistique de l'ex-Yougoslavie, participante au concours, pose un problème pour être intégrée dans ce paragraphe. En effet, si la Yougoslavie utilisait le serbe, le croate ou le bosnien dans les années 1960, il s'agissait à l'époque de variétés d'une même langue; pour le slovène d'une langue régionale (de même que le monténégrin utilisé par la Serbie-et-Monténégro, éphémère État de 2003 à 2006). Or aujourd'hui, ces entités ont volé en éclats et chaque variété a obtenu entretemps le statut de langue nationale. De plus et par conséquent, la sociolinguistique semble se diriger progressivement vers une reconnaissance du serbe, du croate et du bosnien comme langues à part entière.

### Les dialectes
Ce sont logiquement les pays dans lesquels les dialectes sont les plus vivants qui concourent à l'Eurovision avec des chansons en dialecte. L'Italie se fit représenter en 1991 par Peppino di Capri, natif de Naples, qui chanta en napolitain, la langue de sa ville natale. L'Autriche est sans doute le pays qui mise le plus sur les dialectes, symboles d'un sentiment d'appartenance régionale très fort chez les Autrichiens. Ainsi, le dialecte de Vienne (1971), celui du Vorarlberg (Ouest du pays, 1996), de la Styrie (Sud, 2003) et du Mühlviertel (Nord, 2012) ont tous connu trois minutes de gloire musicale internationale en ayant accès à la scène de l'Eurovision.
Comme l'Autriche, depuis l'abandon de toute règle linguistique restrictive en 1999, d'autres pays ont tout de même tenté leur chance avec des chansons en dialecte, à l'exemple de la Lituanie dès 1999 qui utilisa le samogitien, dialecte de l'ouest du pays. Les années 2000 voient aussi la participation de l'Estonie avec le dialecte Võro (sud) en 2004 et de la Grèce avec le dialecte pontique, parlé à l'origine sur les rives sud de la mer Noire.

### Les langues minoritaires et ou régionales
À partir des années 1990, de nombreux pays ont fait honneur à leur propre diversité linguistique en présentant des chansons dans des langues présentes sur leur territoire sans avoir le statut de langue nationale. C'est particulièrement le cas de la France qui substitue occasionnellement le français par une langue régionale : créole en 1992, corse en 1993 et 2011, breton en 1996 et 2022. Monaco présenta une chanson partiellement en tahitien en 2006 sans que cette langue puisse être considérée comme régionale sur le Rocher ; l'explication est à chercher dans les liens culturels et linguistiques de la Principauté avec la France, pays dont le tahitien est langue régionale. La Tchéquie en 2009, la Macédoine du Nord en 2013 et la Hongrie en 2017 ont eu recours au romani, langue de la communauté rom. Enfin, on notera deux exemples de chansons partiellement en langue régionale qui connurent un grand succès : l'oudmourte, langue de Russie, apparu sur la scène de l'Eurovision en 2012 ; et le tatar de Crimée, langue de la Crimée utilisée dans la chanson ukrainienne en 2016. La Russie a fini seconde en 2012 tandis que l'Ukraine a remporté le concours en 2016 ; il est à préciser que ces deux chansons étaient présentées dans des versions bilingues mêlant l'anglais.
On notera aussi l'usage de langues ayant dans leur pays le statut de langue nationale mais qui dans les faits ne sont parlées que par une minorité de la population ou ne sont employées que dans des contextes informels évoquant l'usage d'un dialecte. L'irlandais utilisé par l'Irlande en 1972 ; le luxembourgeois, langue officielle du Luxembourg, utilisée par ce pays en 1960, 1992 et en alternance avec le français en 1993 et le romanche, une des quatre langues officielles de la Suisse, utilisé cependant qu'une seule fois en 1989.
Le catalan n'entre pas dans cette catégorie, car s'il est langue régionale en Espagne, il n'a jamais été utilisé par ce pays à l'Eurovision. Seul Andorre s'est présenté avec des chansons en catalan lors de ses 6 participations entre 2004 et 2009 (les trois dernières années dans des versions bilingues impliquant l'anglais). Or, le catalan est la seule langue officielle et la langue majoritaire de la Principauté.

## Présence de langues extérieures ou imaginaires
La liberté de choix pour les langues et dialectes permet aussi l'usage de langues extérieures à l'Europe, comme le swahili et le sranan, ou encore d'intégrer des paroles issues de langues imaginaires,,.

## Tableau chronologique
Le tableau ci-dessous répertorie l'année de premier usage des langues — ou formes dialectales — utilisées au Concours, ainsi que les pays, artistes et chansons correspondantes. Ne sont comptabilisées que les langues utilisées dans au moins un couplet ou un refrain entier de la chanson. Les premiers usages brefs d'une langue ou d'un dialecte sont répertoriés sans être comptabilisés.
| Ordre | Langue                                       | Premier emploi | Pays              | Artiste(s)                            | Chanson                                                          |
| ----- | -------------------------------------------- | -------------- | ----------------- | ------------------------------------- | ---------------------------------------------------------------- |
| 1     | Néerlandais                                  | 1956           | Pays-Bas          | Jetty Paerl                           | De vogels van Holland                                            |
| 2     | Allemand                                     | 1956           | Suisse            | Lys Assia                             | Das alte Karussell                                               |
| 3     | Français                                     | 1956           | Belgique          | Fud Leclerc                           | Messieurs les noyés de la Seine                                  |
| 4     | Italien                                      | 1956           | Italie            | Franca Raimondi                       | Aprite le finestre                                               |
| 5     | Anglais                                      | 1957           | Royaume-Uni       | Patricia Bredin                       | All                                                              |
| –     | mots d'espagnol                              | 1957           | Allemagne         | Margot Hielscher                      | Telefon, Telefon                                                 |
| 6     | Danois                                       | 1957           | Danemark          | Birthe Wilke et Gustav Winckler       | Skibet skal sejle i nat                                          |
| 7     | Suédois                                      | 1958           | Suède             | Alice Babs                            | Lilla stjärna                                                    |
| 8     | Luxembourgeois                               | 1960           | Luxembourg        | Camillo Felgen                        | So laang we's du do bast                                         |
| 9     | Norvégien                                    | 1960           | Norvège           | Nora Brockstedt                       | Voi-voi                                                          |
| –     | mots de same                                 | 1960           | Norvège           | Nora Brockstedt                       | Voi-voi                                                          |
| 10    | Espagnol                                     | 1961           | Espagne           | Conchita Bautista                     | Estando contigo                                                  |
| 11    | Finnois                                      | 1961           | Finlande          | Laila Kinnunen                        | Valoa ikkunassa                                                  |
| 12    | Serbe (variété de serbo-croate)              | 1961           | Yougoslavie       | Ljiljana Petrović                     | Neke davne zvezde                                                |
| 13    | Croate (variété de serbo-croate)             | 1963           | Yougoslavie       | Vice Vukov                            | Brodovi                                                          |
| 14    | Portugais                                    | 1964           | Portugal          | António Calvário                      | Oração                                                           |
| 15    | Bosnien (variété de serbo-croate)            | 1964           | Yougoslavie       | Sabahudin Kurt                        | Život je sklopio krug                                            |
| 16    | Slovène                                      | 1966           | Yougoslavie       | Berta Ambrož                          | Brez besed                                                       |
| –     | mots de russe                                | 1969           | Yougoslavie       | Ivan & 3M                             | Pozdrav svijetu                                                  |
| 17    | Viennois (dialecte allemand)                 | 1971           | Autriche          | Marianne Mendt                        | Musik                                                            |
| 18    | Maltais                                      | 1971           | Malte             | Joe Grech                             | Marija l-Maltija                                                 |
| 19    | Irlandais                                    | 1972           | Irlande           | Sandie Jones                          | Ceol an Ghrá                                                     |
| 20    | Hébreu                                       | 1973           | Israël            | Ilanit                                | Ey Sham (אי שם)                                                  |
| 21    | Grec                                         | 1974           | Grèce             | Marinella                             | Krasí, thálassa ke t'agóri mou (Κρασί, θάλασσα και τ' αγόρι μου) |
| 22    | Turc                                         | 1975           | Turquie           | Semiha Yankı                          | Seninle bir dakika                                               |
| 23    | Arabe                                        | 1980           | Maroc             | Samira Bensaid                        | Bitakat Hob (بطاقة حب)                                           |
| 24    | Monténégrin (variété de serbo-croate)        | 1983           | Yougoslavie       | Danijel                               | Džuli                                                            |
| 25    | Islandais                                    | 1986           | Islande           | ICY                                   | Gleðibankinn                                                     |
| 26    | Romanche                                     | 1989           | Suisse            | Furbaz                                | Viver senza tei                                                  |
| 27    | Napolitain                                   | 1991           | Italie            | Peppino di Capri                      | Comme è ddoce 'o mare                                            |
| 28    | Créole martiniquais                          | 1992           | France            | Kali                                  | Monté la riviè                                                   |
| –     | phrases en corse                             | 1993           | France            | Patrick Fiori                         | Mama Corsica                                                     |
| 29    | Estonien                                     | 1994           | Estonie           | Silvi Vrait                           | Nagu merelaine                                                   |
| 30    | Roumain                                      | 1994           | Roumanie          | Dan Bittman                           | Dincolo de nori                                                  |
| 31    | Slovaque                                     | 1994           | Slovaquie         | Tublatanka                            | Nekonečná pieseň                                                 |
| 32    | Lituanien                                    | 1994           | Lituanie          | Ovidijus Vyšniauskas                  | Lopšinė mylimai                                                  |
| 33    | Hongrois                                     | 1994           | Hongrie           | Friderika Bayer                       | Kinek mondjam el vétkeimet?                                      |
| 34    | Russe                                        | 1994           | Russie            | Youddiph                              | Večnyj strannik (Вечный странник)                                |
| 35    | Polonais                                     | 1994           | Pologne           | Edyta Górniak                         | To nie ja!                                                       |
| –     | phrases en grec ancien                       | 1995           | Grèce             | Elina Konstantopoulou                 | Pia prosefhí (Ποια προσευχή)                                     |
| 36    | Vorarlbergeois (dialecte allemand)           | 1996           | Autriche          | George Nussbaumer                     | Weil's dr guat got                                               |
| 37    | Breton                                       | 1996           | France            | Dan Ar Braz et l'Héritage des Celtes  | Diwanit bugale                                                   |
| 38    | Macédonien                                   | 1998           | Macédoine du Nord | Vlado Janevski                        | Ne zori, zoro (Не зори, зоро)                                    |
| 39    | Samogitien (dialecte lituanien)              | 1999           | Lituanie          | Aistė                                 | Strazdas                                                         |
| 40    | Styrien (dialecte allemand)                  | 2003           | Autriche          | Alf Poier                             | Weil der Mensch zählt                                            |
| 41    | Imaginaire                                   | 2003           | Belgique          | Urban Trad                            | Sanomi                                                           |
| 42    | Letton                                       | 2004           | Lettonie          | Fomins et Kleins                      | Dziesma par laimi                                                |
| 43    | Catalan                                      | 2004           | Andorre           | Marta Roure                           | Jugarem a estimar-nos                                            |
| 44    | Ukrainien                                    | 2004           | Ukraine           | Ruslana                               | Wild Dances                                                      |
| 45    | Võro                                         | 2004           | Estonie           | Neiokõsõ                              | Tii                                                              |
| 46    | Albanais                                     | 2006           | Albanie           | Luiz Ejlli                            | Zjarr e ftohtë                                                   |
| –     | phrases en tahitien                          | 2006           | Monaco            | Séverine Ferrer                       | La coco-dance                                                    |
| 47    | Bulgare                                      | 2007           | Bulgarie          | Elitsa Todorova et Stoyan Yankulov    | Water (Voda) (Вода)                                              |
| 48    | Tchèque                                      | 2007           | Tchéquie          | Kabát                                 | Malá dáma                                                        |
| 49    | Arménien                                     | 2007           | Arménie           | Hayko                                 | Anytime You Need                                                 |
| –     | mots de romani                               | 2009           | Tchéquie          | Gipsy.cz                              | Aven Romale                                                      |
| 50    | Swahili                                      | 2011           | Norvège           | Stella Mwangi                         | Haba Haba                                                        |
| 51    | Corse                                        | 2011           | France            | Amaury Vassili                        | Sognu                                                            |
| 52    | Oudmourte                                    | 2012           | Russie            | Buranovskie Babuški                   | Party for Everybody                                              |
| 53    | Mühlviertlerisch (dialecte allemand)         | 2012           | Autriche          | Trackshittaz                          | Woki mit deim Popo                                               |
| –     | phrases en azéri                             | 2012           | Bulgarie          | Sofi Marinova                         | Love Unlimited                                                   |
| 54    | Géorgien                                     | 2012           | Géorgie           | Anri Jokhadze                         | I'm a Joker                                                      |
| –     | Guègue                                       | 2012           | Albanie           | Rona Nishliu                          | Suus                                                             |
| 55    | Romani                                       | 2013           | Macédoine du Nord | Esma et Lozano                        | Pred da se razdeni (Пред да се раздени)                          |
| 56    | Tatar de Crimée                              | 2016           | Ukraine           | Jamala                                | 1944                                                             |
| -     | phrases en grec pontique                     | 2016           | Grèce             | Argo                                  | Utopian land                                                     |
| 57    | Biélorusse                                   | 2017           | Biélorussie       | Navi                                  | Historyja majho žyccia (Гісторыя майго жыцця)                    |
| –     | phrases en torlakien (dialecte serbo-croate) | 2018           | Serbie            | Sanja Ilić & Balkanika                | Nova deca                                                        |
| –     | mots en Same du Nord                         | 2019           | Norvège           | KEiiNO                                | Spirit in the Sky                                                |
| –     | mots en Abkhaze                              | 2019           | Géorgie           | Oto Nemsadze                          | Keep on Going                                                    |
| 58    | Amharique                                    | 2020           | Israël            | Eden Alene                            | Feker Libi                                                       |
| 59    | Sranan                                       | 2021           | Pays-Bas          | Jeangu Macrooy                        | Birth of a New Age                                               |
| 60    | Latin                                        | 2022           | Serbie            | Konstrakta                            | In corpore sano                                                  |
| –     | mots en Yankunytjatjara                      | 2024           | Australie         | Electric Fields                       | One Milkali (One Blood)                                          |
| 61    | Azéri                                        | 2024           | Azerbaïdjan       | Fahree (en) feat. İlkin Dövlətov (en) | Özünlə Apar (en)                                                 |

## Vainqueurs
Le tableau des vainqueurs classe les chansons gagnantes selon leur langue d'interprétation. Sont également précisés les années et les pays concernés.
- Les premières éditions du concours virent une domination des chansons françaises. Ainsi, de 1956 à 1962, cinq de sept chansons gagnantes furent interprétées en français.

Durant la première abrogation de la règle imposant le recours à une langue nationale, de 1973 à 1976, trois des quatre chansons gagnantes furent interprétées en anglais.
Depuis la seconde abrogation, en 1999, seules six chansons gagnantes furent interprétées dans une langue nationale : Wild Dances, pour l'Ukraine en 2004 ; Molitva, pour la Serbie en 2007 ; 1944, pour l'Ukraine en 2016; Amar pelos dois, pour le Portugal en 2017, Zitti e buoni, pour l'Italie en 2021 Stefania, pour l'Ukraine en 2022. Toutes les autres chansons furent interprétées en anglais.
Plus de 69 vainqueurs ont à ce jour remporté le concours, 65 de ces victoires l'ont été avec des chansons unilingues. Les victoires de 1966, 2004, 2016 et de 2018 furent quant à elles remportées avec des chansons bilingues.
| Victoire(s) | Pourcentage | Langue(s)        | Année(s) | Pays |
| ----------- | ----------- | ---------------- | --- | --- |
| 35          | 46,67 %     | Anglais          | 1967, 1969, 1970, 1974, 1975, 1976, 1980, 1981, 1987, 1992, 1993, 1994, 1996, 1997, 1999, 2000, 2001, 2002, 2003, 2004, 2005, 2006, 2008, 2009, 2010, 2011, 2012, 2013, 2014, 2015, 2016, 2018, 2019, 2024 | Royaume-Uni, Irlande, Suède, Pays-Bas, Danemark, Estonie, Lettonie, Turquie, Ukraine, Grèce, Finlande, Russie, Norvège, Allemagne, Azerbaïdjan, Autriche, Israël, Suisse |
| 15          | 20,00 %     | Français         | 1956, 1958, 1960, 1961, 1962, 1965, 1966 1969, 1971, 1972, 1973, 1977, 1983, 1986, 1988 | Suisse, France, Luxembourg, Autriche, Monaco, Belgique |
| 4           | 5,33 %      | Hébreu           | 1978, 1979, 1998, 2018 | Israël |
| 3           |             |                  | | |
| 4,00 %      | Italien     | 1964, 1990, 2021 | Italie | |
| 4,00 %      | Néerlandais | 1957, 1959, 1969 | Pays-Bas | |
| 2           | 2,67 %      | Allemand         | 1966, 1982 | Autriche, Allemagne |
| 2           | 2,67 %      | Espagnol         | 1968, 1969 | Espagne |
| 2           | 2,67 %      | Norvégien        | 1985, 1995 | Norvège |
| 2           | 2,67 %      | Suédois          | 1984, 1991 | Suède |
| 2           | 2,67 %      | Ukrainien        | 2004, 2022 | Ukraine |
| 1           | 1,33 %      | Danois           | 1963 | Danemark |
| 1           | 1,33 %      | Portugais        | 2017 | Portugal |
| 1           | 1,33 %      | Serbe            | 2007 | Serbie |
| 1           | 1,33 %      | Serbo-croate     | 1989 | Yougoslavie |
| 1           | 1,33 %      | Tatar de Crimée  | 2016 | Ukraine |

1. 1 2  La chanson fut interprétée en version bilingue, anglais-ukrainien.
2. 1 2  La chanson fut interprétée en version bilingue, anglais-tatar de Crimée.
3. 1 2  La chanson fut interprétée en anglais avec quelques mots d'hébreux.
4. 1 2  La chanson fut interprétée en version bilingue, allemand-francais.

| Seconde place(s) | Pourcentage | Langue(s)  | Année(s) | Pays |
| ---------------- | ----------- | ---------- | --- | --- |
| 39               | 53,42 %     | Anglais    | 1959, 1960, 1961, 1964, 1965, 1967, 1968, 1970, 1972, 1975, 1977, 1984, 1988, 1989, 1990, 1992, 1993, 1997, 1998, 1999, 2000, 2001, 2002, 2005, 2006, 2007, 2008, 2009, 2010, 2011, 2012, 2013, 2014, 2015, 2016, 2017, 2018, 2022, 2024 | Royaume-Uni, Irlande, Islande, Russie, Danemark, Malte, Ukraine, Turquie, Italie, Azerbaïdjan, Pays-Bas, Australie, Bulgarie, Croatie |
| 9                | 12,33 %     | Français   | 1957, 1962, 1962, 1976, 1978, 1986, 1990, 1991, 2021 | France, Monaco, Luxembourg, Suisse, Belgique                                                                                          |
| 6                | 8,22 %      | Allemand   | 1958, 1980, 1981, 1985, 1987, 2007 | Suisse, Allemagne, Ukraine |
| 4                | 5,48 %      | Espagnol   | 1971, 1973, 1979, 1995 | Espagne |
| 4                | 5,48 %      | Italien    | 1958, 1974, 2011, 2019 | Suisse, Italie |
| 2                | 2,74 %      | Hébreu     | 1982, 1983 | Israël |
| 1                | 1,37 %      | Finnois    | 2023 | Finlande |
| 1                | 1,37 %      | Imaginaire | 2003 | Belgique |
| 1                | 1,37 %      | Norvégien  | 1996 | Norvège |
| 1                | 1,37 %      | Oudmourte  | 2012 | Russie |
| 1                | 1,37 %      | Polonais   | 1994 | Pologne |
| 1                | 1,37 %      | Russe      | 2007 | Ukraine |
| 1                | 1,37 %      | Serbe      | 2004 | Serbie-et-Monténégro |
| 1                | 1,37 %      | Suédois    | 1966 | Suède |
| 1                | 1,37 %      | Ukrainien  | 2007 | Ukraine |

1. 1 2 3 4  La chanson fut interprétée en version multilingue, allemand-ukrainien-russe-anglais.
2. 1 2  La chanson fut interprétée en version bilingue, italien-anglais.
3. 1 2  La chanson fut interprétée en version bilingue, oudmourte-anglais.
4. 1 2  La chanson fut interprétée en version bilingue, allemand-italien.

| Troisième place(s) | Pourcentage | Langue(s) | Année(s) | Pays |
| ------------------ | ----------- | --------- | --- | --- |
| 26                 | 35,62 %     | Anglais   | 1973, 1974, 1977, 1980, 1992, 1998, 1999, 2000, 2001, 2002×2, 2004, 2005, 2007, 2005, 2009, 2010, 2011, 2013, 2014, 2016, 2017, 2018, 2019, 2023, 2024 | Royaume-Uni, Pays-Bas, Irlande, Malte, Allemagne, Lettonie, Grèce, Estonie, Roumanie, Russie, Azerbaïdjan, Suède, Ukraine, Moldavie, Autriche, Israël |
| 17                 | 23,29 %     | Français  | 1959, 1960, 1961, 1962, 1962, 1964, 1965, 1967, 1968, 1976, 1978, 1979, 1981, 1982, 1986, 1993, 2021                                                   | France, Monaco, Suisse, Luxembourg |
| 5                  | 6,85 %      | Allemand  | 1970, 1971, 1972, 1994, 1999 | Allemagne |
| 5                  | 6,85 %      | Italien   | 1958, 1963, 1975, 1987, 2015 | Italie |
| 4                  | 5,48 %      | Suédois   | 1983, 1985, 1995, 1996 | Suède |
| 3                  | 4,11 %      | Hébreu    | 1991, 1999 2023 | Israël, Allemagne |
| 3                  | 4,11 %      | Danois    | 1957, 1988, 1989 | Danemark |
| 2                  | 2,74 %      | Espagnol  | 1984, 2022 | Espagne |
| 2                  | 2,74 %      | Turc      | 1997, 1999 | Turquie, Allemagne |
| 1                  | 1,37 %      | Bosnien   | 2006 | Bosnie-Herzégovine |
| 1                  | 1,37 %      | Grec      | 2001 | Grèce |
| 1                  | 1,37 %      | Norvégien | 1966 | Norvège |
| 1                  | 1,37 %      | Russe     | 2003 | Russie |
| 1                  | 1,37 %      | Serbe     | 2012 | Serbie |
| 1                  | 1,37 %      | Ukrainien | 2024 | Ukraine |

1. 1 2 3 4  La chanson fut interprétée en version multilingue, allemand-anglais-hébreu-turc.
2. 1 2  La chanson fut interprétée en version bilingue, grec-anglais.
3. 1 2  La chanson fut interprétée en version bilingue, anglais-hébreu.
4. 1 2  La chanson fut interprétée en version bilingue, ukrainien-anglais.

## Meilleur classement par langue nationale
Ce tableau regroupe les meilleurs résultats obtenus parmi les pays n'ayant jamais remporté la compétition dans une de leurs langues ou dialectes nationales.
| Pays                 | Langue          | Version     | Meilleure place | Points   | Année de l'édition | Type d'édition |
| -------------------- | --------------- | ----------- | --------------- | -------- | ------------------ | -------------- |
| Albanie              | Albanais        | Unilingue   | 5               | 146      | 2012               | Finale         |
| Andorre              | Catalan         | Bilingue    | 12              | 80       | 2007               | Demi-finale    |
| Arménie              | Arménien        | Bilingue    | 4               | 199      | 2008               | Finale         |
| Australie            | Anglais         | Unilingue   | 2               | 511      | 2016               | Finale         |
| Australie            | Yankunytjatjara | Bilingue    | 11              | 41       | 2024               | Demi-finale    |
| Azerbaïdjan          | Azéri           | Bilingue    | 20              | 65       | 2021               | Finale         |
| Biélorussie          | Biélorusse      | Unilingue   | 17              | 83       | 2017               | Finale         |
| Bosnie-Herzégovine   | Bosnien         | Unilingue   | 3               | 229      | 2006               | Finale         |
| Bulgarie             | Bulgare         | Bilingue    | 4               | 307      | 2016               | Finale         |
| Chypre               | Grec            | Unilingue   | 5               | 85, 98   | 1982, 1997         | Finale         |
| Croatie              | Croate          | Unilingue   | 4               | 98, 118  | 1996, 1999         | Finale         |
| Estonie              | Estonien        | Unilingue   | 5               | 94       | 1995               | Finale         |
| Finlande             | Finnois         | Unilingue   | 2               | 526      | 2023               | Finale         |
| Géorgie              | Géorgien        | Bilingue    | 14              | 36       | 2012               | Demi-finale    |
| Grèce                | Grec            | Bilingue    | 3               | 147      | 2001               | Finale         |
| Hongrie              | Hongrois        | Unilingue   | 4               | 122      | 1994               | Finale         |
| Islande              | Islandais       | Unilingue   | 4               | 124      | 1990               | Finale         |
| Lettonie             | Letton          | Unilingue   | 17              | 23       | 2004               | Demi-finale    |
| Lituanie             | Lituanien       | Bilingue    | 11              | 127      | 2023               | Finale         |
| Macédoine du Nord    | Macédonien      | Bilingue    | 12              | 56       | 2006               | Finale         |
| Malte                | Anglais         | Unilingue   | 2               | 164, 192 | 2002, 2005         | Finale         |
| Maroc                | Arabe           | Unilingue   | 18              | 7        | 1980               | Finale         |
| Moldavie             | Roumain         | Bilingue    | 6               | 148      | 2005               | Finale         |
| Monténégro           | Monténégrin     | Unilingue   | 13              | 44       | 2015               | Finale         |
| Pologne              | Polonais        | Unilingue   | 2               | 166      | 1994               | Finale         |
| Tchéquie             | Tchèque         | Multilingue | 10              | 129      | 2023               | Finale         |
| Roumanie             | Roumain         | Multilingue | 13              | 84       | 2007               | Finale         |
| Russie               | Russe           | Unilingue   | 3               | 164      | 2003               | Finale         |
| Saint-Marin          | Italien         | Unilingue   | 11              | 47       | 2013               | Demi-finale    |
| Serbie-et-Monténégro | Serbe           | Unilingue   | 2               | 263      | 2004               | Finale         |
| Slovaquie            | Slovaque        | Unilingue   | 18              | 19       | 1996               | Finale         |
| Slovénie             | Slovène         | Unilingue   | 7               | 84       | 1995               | Finale         |
| Turquie              | Turc            | Unilingue   | 3               | 121      | 1997               | Finale         |